# 竹貫元勝
竹貫 元勝（たけぬき げんしょう、1945年1月1日 - 2021年5月16日）は、日本の歴史学者。花園大学名誉教授、正眼短期大学副学長・特任教授。博士（文学）（佛教大学、1992年）。日本中世史、禅宗史専攻。京都府綾部市出身。

## 経歴
- 1945年 京都府何鹿郡山家村（現：綾部市釜輪町）の栴林寺に生誕
- 1963年 京都府立綾部高等学校卒業
- 1968年 花園大学卒業
- 1970年 大谷大学大学院修士課程修了
- 1973年 大谷大学大学院博士課程満期退学
- 1975年 花園大学専任講師
- 1980年 花園大学助教授
- 1990年 花園大学教授
- 1992年 佛教大学より博士 (文学) 授与[2]。
- 1996年 花園学園理事
- 2000年 花園大学歴史博物館館長（初代）
- 2015年 花園大学名誉教授[3]

## 著作

### 単著
- 『日本禅宗史』大蔵出版、1989年、ISBN 4804310185。
- 『日本禅宗史研究』雄山閣出版、1993年、ISBN 4639011350。 - 博士論文
- 『京都の禅寺散歩』雄山閣出版、1994年、ISBN 4639012454。
- 『長福山大徳禅寺誌』滋賀県大徳寺、1995年。
- 『新日本禅宗史: 時の権力者と禅僧たち』禅文化研究所、1999年、ISBN 4881821482。
- 『鎌倉の禅寺散歩』慶友社、2001年、ISBN 4874492304。
- 『瑠璃山東光禅寺史』東光禅寺、2003年、ISBN 4860072049。
- 『妙心寺散歩: 大寂常照禅師五百年遠諱記念』霊雲院、2004年。
- 『伊深正眼禅寺の歩み』正眼寺、2005年。
- 『古溪宗陳: 千利休参禅の師、その生涯』淡交社、2006年、ISBN 4473033104。
- 『宗峰妙超: 大燈を挑げ起して』ミネルヴァ書房〈日本評伝選〉、2008年、ISBN 9784623050703。
- 『妙感寺史』中外日報社事業局、2009年。
- 『紫野大徳寺の歴史と文化』淡交社、2010年、ISBN 9784473036261。
- 『京都・紫野大徳寺僧の略歴: その法脈と茶道のつながり』淡交社、2012年、ISBN 9784473038364。 - 120名の列伝集
- 『尾張熱田龍珠禅寺史』龍珠寺、2015年。
- 『隠元と黄檗宗の歴史』法藏館、2020年、ISBN 9784831862624。

### 共著・編著
- 荻須純道・竹貫元勝『妙心寺』東洋文化社〈寺社シリーズ2〉、1977年。
- 竹貫元勝編著『近世黄檗宗末寺帳集成』雄山閣出版、1990年、ISBN
- 竹貫元勝編『室町時代』佼成出版社〈図説日本仏教の歴史〉、1996年、ISBN 4333017521。
- 沖本克己・竹貫元勝『これで大丈夫禅語百科』淡交社、1998年、ISBN 4473015866。
- 熊倉功夫・竹貫元勝編『夢窓疎石』春秋社、2012年、ISBN 9784393141175。

## 記念論集
- 竹貫元勝博士還暦記念論文集刊行会編『禅とその周辺学の研究: 竹貫元勝博士還暦記念論集』永田文昌堂、2005年、ISBN 4816210180。